# Шейтан дере
Шейтан дере (в широк превод от турски „Дяволска река“) е каньон по поречието на река Арда намиращ се непосредствено под стената на язовир Студен кладенец (Област Кърджали), на около 2 km от с. Рабово.

## Описание и особености
Оформилият се пролом е увенчан със стръмните скали, застинали застрашително над каньона, съставен от призматично напукан латитов поток, който е от вулканичен произход и е резултат от застиналата на това място лава от северната периферия на близкия отдавна загаснал вулкан Св. Илия. От другата страна на яз. Студен кладенец е съществувал и друг вулкан (наречен Студен кладенец). Водите на р. Арда през вековете са отнесли различните седименти и по-рехави скали, но здраво споените, изключително твърди скали на каньона по-трудно се поддават на водната ерозия. В резултат на активната вулканична дейност са се образували кратери, които по-късно били частично оформени и издълбани от течащата вода. В района се формирали големи минерални жили с кварцови и халцедонови включения.
Река Арда е издълбала т.нар. абразивни кладенци в скалното легло на каньона, които местните жители наричат „шарапани“. Според геолозите тези своеобразни котли са образувани от малките въртопи от вода и малки камъчета през периодите на пълноводие. Попадайки във вече издълбаните вдлъбнатини, образувани в по-мека част на скалите, бързата водна маса започва да завихря малките камъчета, а те от своя страна с острите си ръбове продължавали да дълбаят меката скала и така се образуват т.нар. „шарапани“. Големината на кладенците е различна – от съвсем малки с диаметър 0,20 m и дълбочина 0,10 m., до такива с много големи размери – диаметър до 8 m и дълбочина до 15 m. 
Дълбоките дупки и проломи по протежението на каньона се наблюдават в протежение на около 1 km, а дълбочината им варира от 3 до 25 m. Според местните легенди, който паднел в тях, не излизал никога от там – нито жив, нито мъртъв. Тайнствена сила го повличала към тъмния подземен свят, откъдето връщане няма. Преданията още разказват, че мястото било сътворено от „шейтана“ (от турски – дяволът). Народната памет е запазила и спомен за своеобразен инициационен ритуал, в който само истински смелите можели да прескочат водите на Арда на това място, без да паднат в опасните води и да бъдат завлечени в подземния свят.